# Locataires
Pour plus de détails, voir Fiche technique et Distribution.
Locataires (빈집, Bin-jip, littéralement « Maison vide ») est un film sud-coréen réalisé par Kim Ki-duk, sorti en 2004.

## Résumé
Un jeune homme, Tae-suk, apparemment sans domicile, scotche des prospectus aux portes de maisons ou d'appartements afin de repérer les logements dont l'occupant serait absent. Quand il en trouve, il s'y introduit, mais ne vole rien : il les habite tout en y faisant de petites réparations, et même lavant (à la main) le linge des occupants ordinaires, etc.
Mais un jour, une de ces maisons n'est pas vide : il y rencontre Sun-hwa, une femme en conflit avec son mari, qui est violent. Sun-hwa se joint à Tae-suk et ensemble ils pénètrent d'autres habitations. Une complicité complètement silencieuse s'établit vite entre eux. Mais Sun-hwa est portée disparue par son mari. D'autre part les deux complices se font prendre, et Tae-suk est condamné à cause de ses occupations illicites et de l'enlèvement. Sun-hwa retourne avec son mari.
Tae-suk est donc incarcéré. Dans sa cellule, il pratique de curieux exercices visant à se rendre invisible du gardien. Une fois libéré, il visite toutes les maisons où il avait vécu avec Sun-hwa, mais sans que leurs habitants ne remarquent quoi que ce soit. À la fin, il retourne à la maison de Sun-hwa et se met à y vivre de manière invisible. Ainsi la vie conjugale de Sun-hwa et de son mari devient plus heureuse.

## Fiche technique
- Titre : Locataires
- Titre anglais : 3-Iron
- Titre original : Bin-jip (빈집)
- Réalisation : Kim Ki-duk
- Scénario : Kim Ki-duk
- Production : Kim Ki-duk et Michiko Suzuki
- Musique : Slvian
- Photographie : Jang Seong-baek
- Montage : Kim Ki-duk
- Décors : Art Chung-sol
- Pays d'origine : Corée du Sud, Japon
- Langue : coréen
- Format : Couleurs - 1,85:1 - Dolby Digital - 35 mm
- Genre : Drame, romance
- Durée : 88 minutes
- Dates de sortie : 7 septembre 2004 (Mostra de Venise), 15 octobre 2004 (Corée du Sud), 13 avril 2005 (France), 4 mai 2005 (Belgique)

## Distribution
- Lee Seung-yeon : Sun-hwa
- Jae Hee : Tae-suk
- Kwon Hyuk-ho : Min-gyu (le mari)
- Ju Jin-mo : Inspecteur Cho
- Choi Jeong-ho : Geôlier
- Lee Mi-suk : la belle-fille du vieil homme
- Moon Sung-hyuk : Sung-hyuk
- Park Jee-ah : Jee-ah
- Jang Jae-yong : Hyun-soo
- Lee Dah-hae : Ji-eun
- Kim Han : l'homme dans le studio
- Park Se-jin : la femme dans le studio
- Park Dong-jin : Détective Lee
- Lee Jong-su : l'homme de retour d'un voyage en famille
- Lee Ui-soo : la femme de retour d'un voyage en famille

## Production

### Genèse.
Kim Ki-duk écrit son scénario en un mois. Le titre original, Bin-jip, signifie Maison vide en coréen. Le titre anglais, 3-Iron, désigne le club de golf fer 3 en anglais, le golf étant un élément récurrent dans l'histoire.

### Tournage
Le tournage dure seize jours et se déroule dans le propre appartement du cinéaste, ce dernier doublant par ailleurs lui-même les scènes de moto.

### Post-production
Kim Ki-duk réalise le montage en dix jours.

### Musique
La chanson récurrente du film est Gafsa, interprétée par Natacha Atlas.

## Récompenses
- Aux 25ème Blue Dragon Film Awards, Jae Hee remporte le prix de la Révélation masculine.
- En sélection officielle lors de la Mostra de Venise 2004, le film remporte le Petit Lion d'or, le prix FIPRESCI, une mention honorable au SIGNIS Award et le prix du meilleur réalisateur (Lion d'argent).
- Festival international du film de Valladolid 2004 : Espiga de Oro.
- Grand Prix de l’Union de la critique de cinéma en 2006.